# H-fras
H-fraser (engelska: Hazard statements) utgör en del av globalt harmoniserat system för klassifikation och märkning av kemikalier (GHS). De är avsedda att bilda en uppsättning standardiserade fraser om farorna med kemiska ämnen och blandningar som kan översättas till olika språk. Som sådana tjänar de samma syfte som R-fraser, som de är avsedda att ersätta.